# Peene-Werft

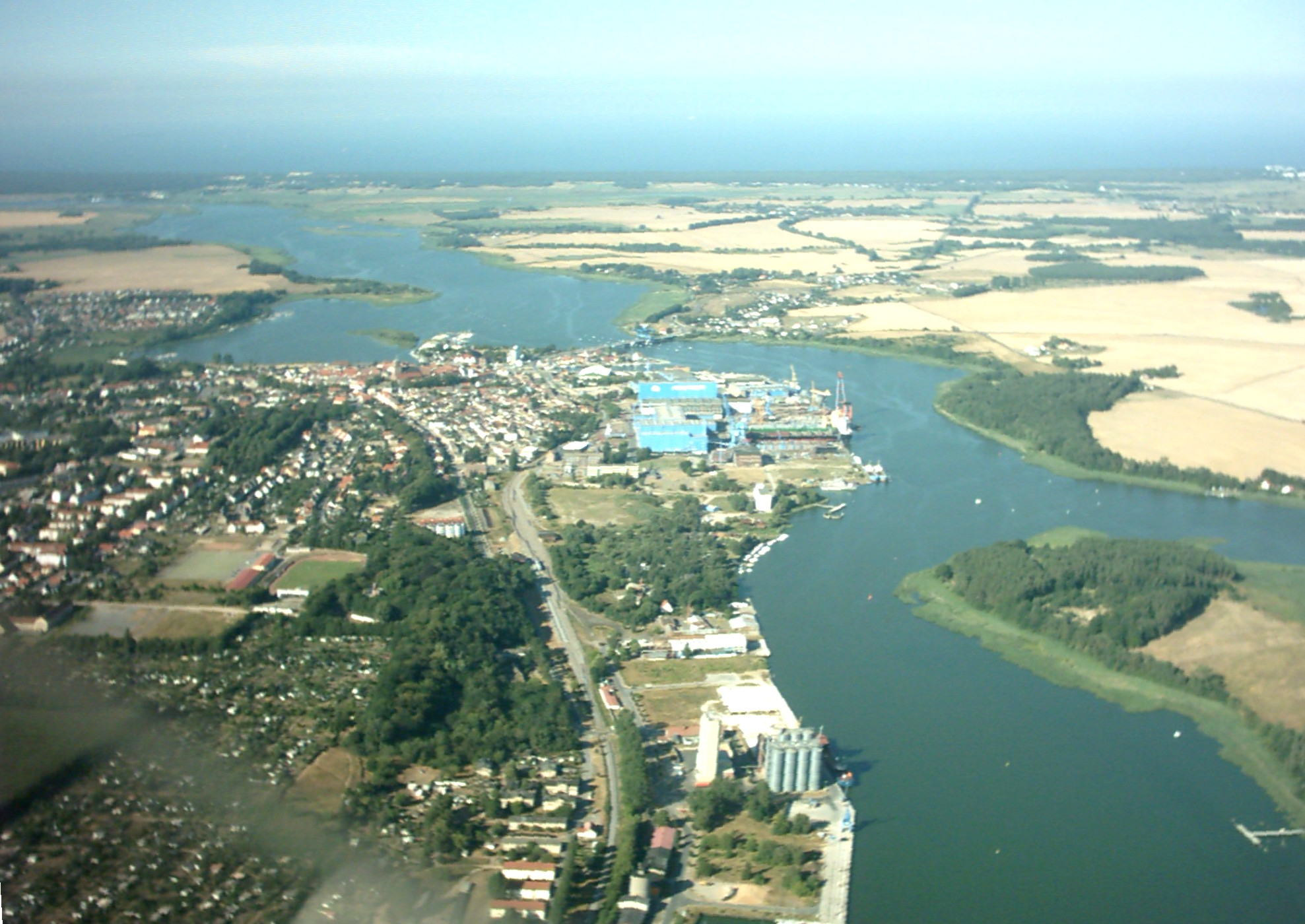
Vista aérea do local.

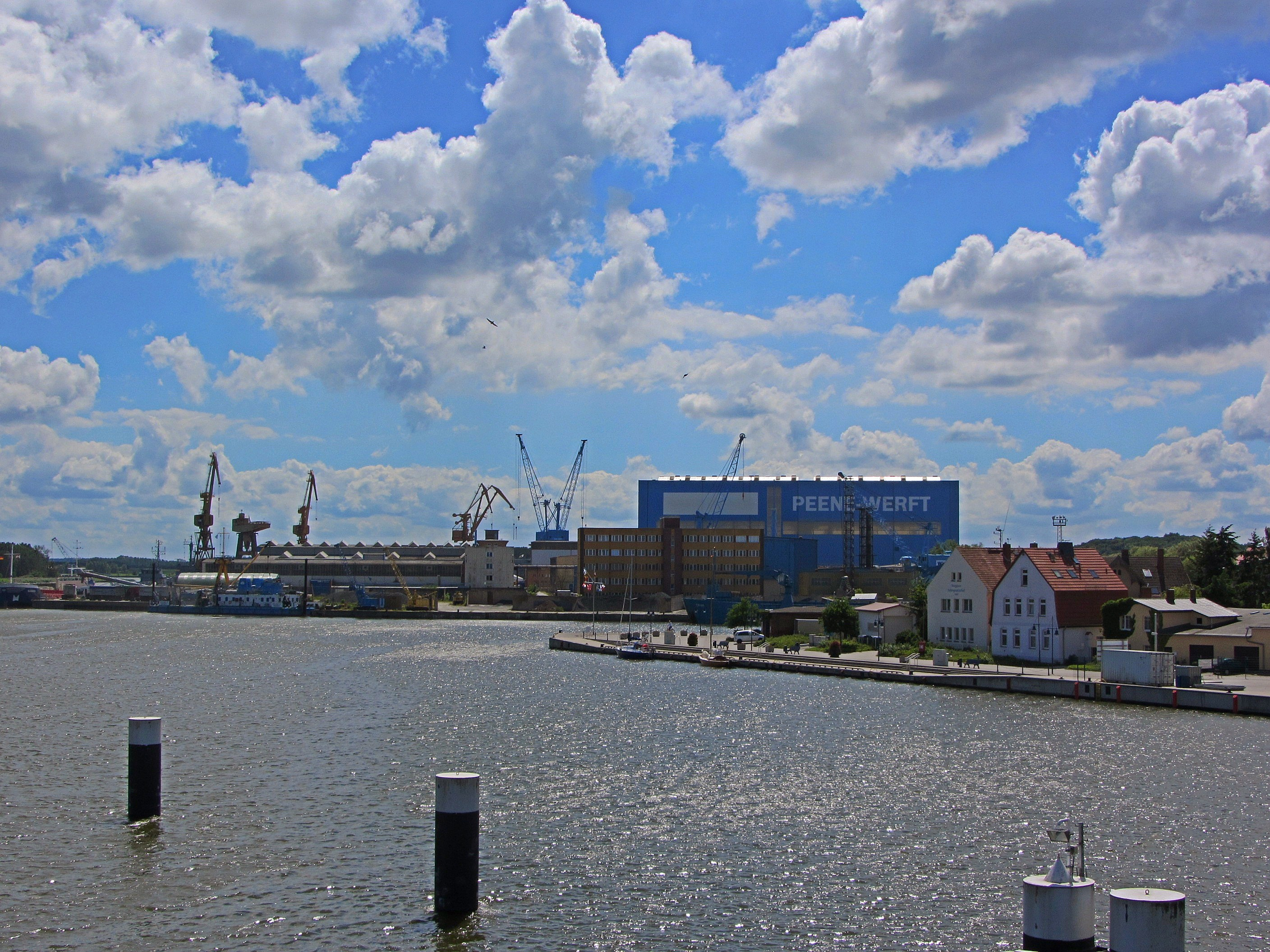
Peenestrom e Peene-Werft.

Peene-Werft GmbH é uma empresa da Alemanha voltada à indústria naval, localizada na cidade de Wolgast, no estado de Meclemburgo-Pomerânia Ocidental.

## História
A empresa faz parte do Grupo Lürssen desde 2013, que é proprietária de outros quatro estaleiros na Alemanha.

## Instalações
O estaleiro dedicado a construções e e reparos navais, ocupa uma área de 253.570 metros quadrados. O dique seco de 175 metros de comprimento, conta com guindaste e plataforma elevatória para navios de até 110 metros de comprimento. O cais junto as instalações tem 950 metros.